# Милан Димитријевић (лекар)
Милан Ђ. Димитријевић (Крушевац, 11. април 1873 — Београд, 12. септембар 1949) био је српски лекар, учесник Балканских и Првог светског рата, санитетски генерал, начелник санитетског одељења I армијске области, помоћник начелника санитетског одељења Министарства војске и морнарице Краљевине Југославије, управник Главне војне болнице од 1934. до 1935. године.

## Биографија
Милан Димитријевић рођен је у Крушевцу 11. априла 1873. године. Основну школу завршио је у Крушевцу. Гимназију је завршио у Београду. Након завршене гимназије одлази у Грац на студије медицине. Дипломирао је на Медицинском факултету у Бечу 1901. године.

## Живот и рад
По завршетку школовања враћа се у Србију, где постаје срески и бањски лекар. У чин резервног санитетског поручника произведен је 14. јануара 1903. године и постављен је за лекара Среза колубарског у Ваљевском округу. По својој молби 12. маја 1905. године премештен је за лекара Среза подунавског у Смедеревском округу. За лекара Среза бањског у Нишком округу постављен је 31. јула 1905. године. Чин капетана II класе добија 1907. године.
Милан Димитријевић ступа у редове санитетских официра 1910. године. Активирао се у чину капетана I класе и као спреман и поуздан војни лекар поверава му се поред редовне дужности трупног лекара и привремена војна болница у Пожаревцу.

## Балкански ратови и Први светски рат
За време Балканског рата био је трупни лекар 9. пешадијског пука I позива. После рата од 17. јануара 1914. године, био је управник Битољске сталне војне болнице.
У Првом светском рату био је командир болничке чете у Моравској дивизији II позива, до краја априла 1915. године. Од 28. априла 1915. па до средине 1916. године био је командир чете и референт санитета Тимочке дивизије I позива. У току лета 1916. године маларија је код трупа Тимочке дивизије била у порасту. Димитријевић, и сам тешко оболео од маларије, морао је бити евакуисан са фронта. Након што је оздравио, поново постаје референт санитета Тимочке дивизије. На том месту остаје и после рата до 1920. године.

## Напредовање у служби
Милан Димитријевић поставњен је 22. маја 1920. године за референта санитета Јадранске дивизијске области. Санитетски пуковник постаје 14. октобра 1920. године.
За управника сталне војне болнице II армијске области постављен је 20. новембра 1921. године, где се истакла његова велика способност за управљање болницом.
Краљ Александар I Карађорђевић је на предлог Министра војске и морнарице Душана П. Трифуновића, поставио Димитријевића 24. октобра 1925. године за Начелника санитетског одељења I армијске области, а недуго затим 1. децембра 1925. године, унапређен је у чин Санитетског бригадног генерала.
Краљ Александар I Карађорђевић је на предлог Министра војске и морнарице Стевана С. Хаџића, поставио Милана Димитријевића 4. јуна 1930. године за помоћника начелника санитетског одељења Министарства војске и морнарице. Као помоћник заступао је, после пензионисања генерала др Јордана Стајића, успешно начелника санитетског одељења Министарства војске и морнарице годину дана.

## Управник Главне војне болница
Главна војна болница у Београду отворена је 6. јула 1930. године. Болнице је имала 780 постеља. За првог управника Главне војне болнице постављен је санитетски генерал др Сава Поповић, који је на овом положају остао до 11. јануара 1933. године, када је за вршиоца дужности управника постављен санитетски бригадни генерал др Жарко Трпковић, који на овом положају остаје до средине јула 1934. године. На предлог Министра Војске и Морнарице Милана Ж. Миловановића, Милан Димитријевић постављен је 19. јула 1934. године за управника Главне војне болнице у Београду. Ту се истакла његова организаторска способност и спрема. Значајно је унапредио војно-санитетску службу.
Краљ Александар I Карађорђевић је на предлог Министра Војске и Морнарице, Милана Ж. Миловановића унапредио Милана Димитријевића у чин санитетског  генерала 6. септембра 1934. године.
Као управник Главне војне болнице одлази у пензију по својој молби 27. децембра 1935. године.

## Отварање кухиња за сиротињу
Иако је био у пензији био је активан члан Црвеног крста. Као председник IX Пододбора Црвеног крста и потпредседник Централног одбора за зимску помоћ, учествовао је у сређивању, опремању и отварању кухиња за сиротињу 1938/1939, 1939/1940 . године.
За почетак отворене су три кухиње: у Милоша Поцерца бр.4 (кухиња број 1); на Чукарици, Радничка бр. 69 (кухиња број 4); и на пијаци на Душановцу (кухиња број 3).
Био је потпредседник испитне комисије за чин активног и резервног санитетског и апотекарског мајора за испитну 1931/1932. годину. Био је уредник Војно-санитетског гласника 1932. године (сарадник 1935), а поред редовне дужности био је и управник Интерната војно-државних питомаца медицинара. Знао је немачки и француски језик.
За дугу и савесну службу одликован бројним високим домаћим и страним одликовањима.
Милан Димитријевић преминуо је 12. септембра 1949. године у Београду у 76. години живота.

## Породица
Отац санитетски пуковник и министар др Ђорђе Димитријевић, мајка Персида, браћа Миливоје, дивизијски генерал и Велимир, пуковник, управник Двора до 1928. године и врховни повереник Аграрне реформе од 1928—1941. године.
Супруга Живка, синови др Ђорђе био је професор Технолошког факултета у Београду и др Божидар научни саветник Института за биље.

## Одликовања
- Орден Светог Саве I реда
- Орден Светог Саве II реда
- Орден Белог орла IV реда

## Галерија
- Отварање кухиње бр.1 у улици Милоша Поцерца.
- Отварање кухиње на Душановцу.
- Председник београдске општине г. Влада Илић са одбором Зимске помоћи после отварања кухиње у Земуну.
- Г-ђа Вјера Перовић и г-ђа Бера Ђуричић шробају јело у кихињи Зимске помоћи бр. 1, у улици Милоша Поцерца.
- Одбор Зимске помоћи са г-ђама Вјером Перовић и Вером Ђуричић пред кухињом бр. 4 на Чукарици после њеног отварања.